# Марченко Георгій Іларіонович
Георгій Іларіонович Марченко (1918, село Устимівка, тепер Васильківського району Київської області — ?) — український радянський діяч, 1-й секретар Дарницького райкому КП(б)У міста Києва, голова колгоспу імені Хрущова («Україна») Васильківського району Київської області. Член Ревізійної Комісії КПУ в січні 1956 — вересні 1961 року.

## Біографія
Народився в селянській родині.
У 1941 році закінчив Харківський інститут інженерів залізничного транспорту. На початку німецько-радянської війни влітку 1941 року був евакуйований в місто Орськ Чкаловської (Оренбурзької) області.
З грудня 1941 по 1946 рік — в Червоній армії, учасник німецько-радянської війни з травня 1942 року. Служив начальником розвідки дивізіону, командиром батареї, начальником штабу дивізіону 494-го артилерійського полку 164-ї стрілецької дивізії 84-го стрілецького корпусу Західного, 3-го Білоруського та 1-го Прибалтійського фронтів.
Член ВКП(б) з вересня 1942 року.
З 1946 року — інженер паровозного депо станції «Дарниця», у 1946—1948 роках — секретар партійного комітету паровозного депо станції «Дарниця» міста Києва.
У 1948 — січні 1949 року — секретар Дарницького районного комітету КП(б)У по роботі з кадрами міста Києва.
У січні 1949 — січні 1950 року — 1-й секретар Дарницького районного комітету КП(б)У міста Києва.
Після 1953 року добровільно перейшов на роботу в сільське господарство і очолив відсталий колгосп Васильківського району Київської області. «Тридцятитисячник».
У 1950-х — 1960-х роках — голова колгоспу імені Хрущова (потім — «Україна») села Глеваха Васильківського району Київської області.
На 1965—1966 роки — директор Глеваської птахофабрики села Глеваха Васильківського району Київської області.

## Звання
- лейтенант
- старший лейтенант
- капітан

## Нагороди
- орден Трудового Червоного Прапора (26.02.1958)
- орден «Знак Пошани» (22.03.1966)
- орден Вітчизняної війни І ст. (18.07.1944)
- орден Червоної Зірки (27.03.1944)
- ордени
- медаль «За перемогу над Німеччиною у Великій Вітчизняній війні 1941—1945 рр.» (5.12.1945)
- медалі